# 伊藤観魚
伊藤観魚（いとうかんぎょ、1877年10月10日 - 1969年2月10日）は、愛知県名古屋市中区出身の俳人。

## 概要
観魚は1877年（明治10年）10月10日、愛知郡西魚町2丁目（名古屋市中区丸の内三丁目）に所在した料亭「近直」（きんなお）経営伊藤直吉の次男伊藤銈次郎として出生。
1901年（明治34年）、兄の天籟とともに塩谷華園・黒部烏不関らによる句会「大根会」に入会し、同会雑誌『華大根』の編集に参加する。同会の影響により、河東碧梧桐との親交を得る。30歳を過ぎて、碧梧桐を頼って上京し、中村不折に洋画を学ぶ。1912年（明治45年）6月、碧梧桐・不折らの「龍眠会」の設立に参画。
1923年（大正12年）ごろ帰名、近直の離れに母とともに暮らすようになる。
1945年（昭和20年）5月17日、空襲により、家財一切を焼失し、名古屋市東区池内本町に移住。1946年（昭和21年）5月、名古屋市中川区八田本町に移った。1969年（昭和44年）1月、国立名古屋病院に入院したことを機に、名古屋市中村区日吉町稲本寮に引っ越す。同年2月10日、死去。翌日、中村観音において葬儀が営まれ、参列者は500人と記録されている。
1970年（昭和45年）2月、名古屋市中川区富田町万場の光円寺境内に祀られ、海部郡大治町浄国寺にも分骨されている。またこれとは別に、名古屋市中村区稲葉地本通凌雲寺に小さな碑が残されている。
1969年（昭和44年）4月、遺言に従って名古屋市中村図書館にコレクション約350冊が寄贈され、「観魚文庫」として整備される。